# Legionella micdadei
Espèce
Legionella micdadei est une espèce de bactérie de la famille des Legionellaceae.

## Taxonomie
Le nom correct complet (avec auteur) de ce taxon est Legionella micdadei (Garrity et al. 1980) Hébert et al. 1980.
Legionella micdadei a pour synonymes :
- Legionella pittsburghensis Pasculle et al. 1980
- Tatlockia micdadei Garrity et al. 1980

### Étymologie
Le nom de l'espèce Legionella micdadei vient d'un hommage rendu au microbiologiste américain Joseph E. McDade (d), qui, le premier a isolé l'agent étiologique de l'épidémie de légionelloses de 1976 à Philadelphie. Son étymologie est la suivante : N.L. gen. masculin n. micdadei, de McDade.